# Una vita da Bomber
Una vita da Bomber è un singolo degli ex calciatori Christian Bobo Vieri, Nicola Ventola e Lele Adani, pubblicato nell'estate 2020.

## Descrizione
Il brano è stato scritto da Piero Romitelli, Tony Maiello e Vincenzo Colella. La voce principale della canzone è di Nicola Ventola, il quale ha dichiarato su RTL 102.5: «L’idea è nata dalla condivisione con la gente durante questo periodo di lockdown, attraverso le nostre dirette Instagram, con la collaborazione tra Universal, Polydor con Fox. È nata per gioco, ma ci abbiamo messo la nostra amicizia e ci abbiamo creduto, la gente ci ha spinto a far loro compagnia in un nuovo progetto. Quando l’ho sentita per la prima volta? Innanzitutto ho pensato alla bravura degli autori con i quali ci siamo confrontati sempre durante la scrittura. Vogliamo vincere il disco di platino». Il regista del video è Fabrizio Conte ed all'interno della clip, dove compaiono anche Costanza Caracciolo ed il figlio di Ventola, vi sono partite di calcio e balletti con musica. Gli artisti hanno dichiarato il loro desiderio che il brano fosse l'occasione per unire il calcio con la musica.